# Golfo dello Enisej
Il golfo dello Enisej o anche baia dello Enisej(in russo Енисейский залив, Enisejskij zaliv) è una insenatura della costa artica della Siberia occidentale (mare di Kara), situata in corrispondenza della foce del fiume Enisej fra le due penisole di Gyda e del Tajmyr. Il golfo si trova nel Tajmyrskij rajon del Territorio di Krasnojarsk, nel Distretto Federale Siberiano.

## Geografia
Il golfo penetra nel continente per 225 km, all'imboccatura ha una larghezza di 150 km, raggiungendo una profondità massima intorno ai 20 metri; è ghiacciata, mediamente, da ottobre a maggio.
Sulla costa orientale all'ingresso del golfo c'è la cittadina di Dickson di fronte alla quale c'è un gruppo di isole, la maggiore delle quali è l'isola di Dikson, dove si trova una stazione idrometeorologica. Proprio all'ingresso, al centro del golfo, c'è la grande isola di Sibirjakov e, sul lato occidentale, l'isola Olenij, che appartiene al Circondario autonomo Jamalo-Nenec. Molte basse isole pianeggianti costellate di laghi e paludi si trovano alla sua estremità meridionale, dove l'Enisej sfocia, tra le quali le isole Brechovskie (Бреховские острова). Quasi al centro del golfo, l'isola Bol'šoj Korsakovskij (остров Большой Корсаковский) 72°17′47″N 80°00′29″E, circondata da altre piccole isole: Malyj Korsakovskij, Burnyj e Chaiašnyj; poco più a nord l'isola Krestovskij (остров Крестовский) 72°25′15″N 80°46′48″E, che prende il nome dallo scrittore russo Vsevolod Vladimirovič Krestovskij (Всеволод Владимирович Крестовский, 1840-1895).